# Iouriy Havrylov
Pour le footballeur russe, voir Youri Gavrilov.
Iouriy Anatoliyovytch Havrylov (en ukrainien : Юрій Анатолійович Гаврилов, en russe : Юрий Анатольевич Гаврилов, transcrit Iouri Anatolievitch Gavrilov), né le 28 février 1967 à Donetsk et 5 mai 2021 au Luxembourg,, est un ancien joueur de handball soviétique puis ukrainien évoluant au poste d'ailier droit.

## Palmarès de joueur

### Sélection nationale
- Médaille d'argent au Championnat du monde 1990
- Médaille d'or au Goodwill Games de 1990
- Médaille d'or aux Jeux olympiques de 1992 à Barcelone,  Espagne